# Kukl
«Kukl» — исландский панк-коллектив, возникший в 1983 году (название группы переводится как: ведьма, колдун, колдовство, чернокнижник). Группа исполняла музыку в стиле экспериментальный постпанк, с элементами авангарда, готики и джаза. Примечательна тем, что является одной из групп известной певицы Бьорк, которой тогда было 17 лет. Группа стала первым проектом Бьорк, замеченным за пределами Исландии, выпустив два альбома в Великобритании группа активно гастролировала по Европе. Коллектив прекратил существование в 1986 году и часть его участников сформировала группу «The Sugarcubes».

## История
Группа была создана в августе 1983 года, когда Асмундур Йонссон из лейбла «Gramm», ведущий радиошоу «Afanger» об альтернативной музыке, решил сформировать авангардную супер-группу для выступления на последней передаче своего шоу. Он пригласил Бьорк из «Tappi Tíkarrass», Эйнара Эрна из «Purrkur Pillnikk», Эйнара Мелакса из сюрреалистической группы «Medúsa», Сигги Балдурссона и Гулли Оттарссона из «Þeyr» и Биргира Могенсена из «Spilafífl». В течение двух недель музыканты сочиняли материал и репетировали, а затем выступили на шоу. Изначально планировалось, что это будет лишь одно выступление и громкие «проводы» важной для авангардной музыки передачи, но энтузиазм от совместной работы вылился в решение музыкантов сделать группу постоянной. В скором времени «Kukl» выпустили свой первый релиз — сингл «Söngull», а уже 10 сентября состоялось их первое выступление на публике — группа открывала концерт английской анархо-панк команды «Crass» в Рейкьявике. «Crass» предложили исландцам выпускать музыку на своём лейбле. В 1984 году на «Crass Records» вышел дебютный альбом группы — «The Eye», а в начале 1986 года вышел второй альбом — «Holidays in Europe» (материал которого был записан также в 1984 году). На три песни коллектива были сняты клипы. Группа активно гастролировала по Европе, посещая такие страны как Великобритания, Франция, Германия и Норвегия, выступила на фестивалях «Pandora’s Box» в Нидерландах и «Roskilde» в Дании. Во время совместного тура по Великобритании с панками «Flux of Pink Indians», Бьорк познакомилась с басистом Дереком Биркеттом, будущим боссом независимого лейбла «One Little Indian», на котором позднее выйдут все альбомы Бьорк и «The Sugarcubes». В активе группы имеются также совместные выступления с такими командами как «Einstürzende Neubauten» и «Psychic TV».

## Сторонние проекты
В 1985 году «Kukl» и рок-певец Мегас создали совместный проект под названием «Megakukl», написав около 20 песен, которые так никогда и не были изданы, хотя «Megakukl» сыграли несколько концертов в Исландии.
С 1984 года параллельно «Kukl» существовал дуэт Гулли Оттарссона и Бьорк под названием «Elgar Sisters». Иногда в записи их треков принимали участие и другие музыканты «Kukl». Всего, за три года Гулли и Бьорк записали 11 треков, время от времени давая концерты. Хотя «Elgar Sisters» так и не выпустили альбом, их студийные записи известны как «The Elgar Sessions» и доступны в виде бутлега. Некоторые треки позднее были изданы официально на сольных релизах Гулли и Бьорк.

## Участники
- Бьорк (Björk Guðmundsdóttir) — вокал, духовые
- Эйнар Эдн Бенедиктссон (Einar Örn Benediktsson) — вокал, труба
- Гвюдлёйгюр Оуттарссон (Guðlaugur «Gulli» Kristinn Óttarsson) — гитара
- Сигтрюггур Балдурссон (Sigtryggur «Siggi» Baldursson) — ударные
- Биргир Могенсен (Birgir Mogensen) — бас-гитара
- Эйнар Мелакс (Einar Arnaldur Melax) — клавишные

## Дискография
- «Söngull» (1983, Gramm) — сингл на 7-дюймовой пластинке, вышел только в Исландии;
- «The Eye» (1984, Crass Records) — первый студийный альбом, записан в 1984 году в Лондоне и выпущен в Европе;
- «Kukl á Paris 14.9.84» (1985, V.I.S.A.) — концертная кассета, вышла во Франции;
- «Holidays in Europe» (1986, Crass Records) — второй студийный альбом (записан в 1984 году);

### Сборники
- «Dismembered» на сборнике «V.I.S.A. Présente» (1985, Bondage Records/V.I.S.A.);
- «Man on the Cross» на сборнике «Geyser — Anthology of the Icelandic Independent Music Scene of the Eighties» (1987, Enigma Records);
- «Fuglar» на бокс-сете Бьорк «Family Tree» (2002, One Little Indian);